# Miami Dolphins 2024
La stagione 2024 dei Miami Dolphins è stata la 59ª della franchigia, la 55ª nella National Football League e la terza con Mike McDaniel come capo-allenatore.

## Scelte nel Draft 2024
| Scelte dei Dolphins nel Draft 2024 |        |                                |                                |                                |                 |
| Giro                               | Scelta | Giocatore                      | Ruolo                          | College                        | Note            |
| 1                                  | 21     | Chop Robinson                  | OLB                            | Penn State                     |                 |
| 2                                  | 55     | Patrick Paul                   | OT                             | Houston                        |                 |
| 3                                  | –      | Selezione revocata             | Selezione revocata             | Selezione revocata             |                 |
| 4                                  | 120    | Jaylen Wright                  | RB                             | Tennessee                      | Da Philadelphia |
| 4                                  | –      | Scambiata con i Denver Broncos | Scambiata con i Denver Broncos | Scambiata con i Denver Broncos |                 |
| 5                                  | 158    | Mohamed Kamara                 | OLB                            | Colorado State                 |                 |
| 6                                  | 184    | Malik Washington               | WR                             | Virginia                       | Da Chicago      |
| 6                                  | 198    | Patrick McMorris               | S                              | California                     |                 |
| 7                                  | 241    | Tahj Washington                | WR                             | USC                            |                 |

## Staff
| Staff dei Miami Dolphins |
| --- |
| Organi dirigenziali - Chairman/Managing General Partner – Stephen Ross - Vice chairman/partner – Bruce Beal - Vice chairman – Jorge Pérez - Vice chairman – Matt Higgins - Vice chairman, presidente e CEO – Tom Garfinkel - General manager – Chris Grier - Assistente general manager – Marvin Allen - Vice presidente, amministrazione del football – Brandon Shore - Vice presidente senior, chief financial officer – Chris Clements - Dirigente del personale senior – Reggie McKenzie - Co-direttore, personale dei giocatori – Adam Engroff - Co-direttore, personale dei giocatori – Anthony Hunt - Direttore degli osservatori del college – Matt Winston - Osservatore senior – Jim Abrams - Consulente speciale del vice chairman, presidente e CEO – Dan Marino Capo allenatore - Capo-allenatore – Mike McDaniel - Capo-allenatore associato/running back – Eric Studesville - Capo-allenatore associato/tight end – Jon Embree Altri allenatori - Preparatore atletico – Dave Puloka - Assistente p.a. – Adam Lachance Allenatori dell'attacco - Coordinatore offensivo – Frank Smith - Quarterback/coordinatore gioco sui passaggi – Darrell Bevell - Assistente quarterback – Chandler Henley - Wide receiver – Wes Welker - Offensive line – Butch Barry - Assistente offensive line – Lemuel Jeanpierre - Assistente attacco – Ricardo Allen - Assistente attacco – Mike Judge - Assistente attacco – Max McCaffrey - Assistente attacco – Kolby Smith - Controllo qualità – Josh Grizzard Allenatori della difesa - Coordinatore difensivo – Vacante - Defensive line – Austin Clark - Assistente defensive line – Kenny Baker - Linebacker – Anthony Campanile - Outside linebacker – Ryan Slowik - Coordinatore gioco sui passaggi/linea secondaria – Renaldo Hill - Cornerback/specialista gioco sui passaggi – Sam Madison - Safety – Joe Kasper - Assistente defensive back – Mathieu Araujo - Assistente – Wade Harman - Assistente difesa – Steve Donatell Allenatori dello special team - Coordinatore Special Team – Danny Crossman - Assistente special teams – Brendan Farrell |

## Roster
| Roster dei Miami Dolphins |
| --- |
| Quarterback - 1 Tua Tagovailoa - 19 Skylar Thompson Running Back - 28 De'Von Achane - 30 Alec Ingold FB - 31 Raheem Mostert - 23 Jeff Wilson - 25 Jaylen Wright Wide Receiver - 0 Braxton Berrios - 10 Tyreek Hill - 17 Jaylen Waddle - 83 Malik Washington Tight End - 80 Tanner Conner - 89 Julian Hill - 9 Jonnu Smith - 81 Durham Smythe Offensive Linemen - 72 Terron Armstead T - 55 Aaron Brewer C - 66 Lester Cotton G - 75 Jack Driscoll T - 74 Liam Eichenberg C - 73 Austin Jackson T - 65 Robert Jones G - 70 Kendall Lamm T - 60 Andrew Meyer C - 52 Patrick Paul T Defensive Linemen - 93 Calais Campbell DE - 91 Da'Shawn Hand DE - 95 Benito Jones NT - 96 Brandon Pili NT - 92 Zach Sieler DE Linebacker - 56 Quinton Bell OLB - 20 Jordyn Brooks ILB - 50 Mohamed Kamara OLB - 11 David Long Jr. - 51 Emmanuel Ogbah OLB - 15 Jaelan Phillips OLB - 45 Duke Riley ILB - 44 Chop Robinson OLB - 41 Channing Tindall ILB - 6 Anthony Walker Jr. ILB Defensive Back - 27 Ethan Bonner CB - 22 Elijah Campbell FS - 36 Storm Duck CB - 29 Kendall Fuller CB - 8 Jevon Holland FS - 4 Kader Kohou CB - 46 Marcus Maye FS - 32 Patrick McMorris SS - 33 Siran Neal CB - 21 Jordan Poyer SS - 5 Jalen Ramsey CB Special Team - 16 Jake Bailey P - 7 Jason Sanders K Lista delle riserve - 47 Cam Brown OLB (IR) - 64 Sean Harlow C (IR) - 59 Grayson Murphy OLB (IR) - 84 Anthony Schwartz WR (IR) - 71 Kion Smith T (IR) - 82 Tahj Washington WR (IR) Roster aggiornato al 28 agosto 2024 53 attivi, 6 inattivi |
| Legenda - I rookie sono in corsivo. - Il primo ruolo è il principale mentre gli eventuali successivi indicano i ruoli secondari. - (IR) sta per Injured Reserve ed indica la lista ristretta per un solo giocatore infortunato che può tornare ad allenarsi dopo la settimana 6 e a rientrare in prima squadra dopo che questa ha giocato 8 partite. - (NF-Inj.) / (NF-Ill.) stanno rispettivamente per Non-Football Injured e Non-Football Illness ed indicano le liste dove viene inserito un giocatore che ha un infortunio o una malattia non dipendente dal football americano. - (PUP) sta per Physically Unable to Perform ed indica la lista dove viene inserito un giocatore mentre è in attesa di recuperare la condizione fisica. Nella stagione regolare dopo la sesta partita giocata dalla propria squadra, il giocatore ha tempo tre settimane per riprendere ad allenarsi, più tre settimane aggiuntive dal suo rientro agli allenamenti per rientrare in prima squadra. |

## Precampionato
Le gare del precampionato furono rese note insieme al calendario della stagione regolare.
| Precampionato |           |           |                        |           |        |                       |                 |         |
| Settimana     | Data      | Ora (ET)  | Avversario             | Risultato | Record | Stadio                | TV              | Sintesi |
| 1             | 9 agosto  | 7:00 p.m. | Atlanta Falcons        | V 20-13   | 1-0    | Hard Rock Stadium     | CBS Miami (CBS) | Sintesi |
| 2             | 17 agosto | 7:00 p.m. | Washington Commanders  | V 16-3    | 2-0    | Hard Rock Stadium     | CBS Miami (CBS) | Sintesi |
| 3             | 23 agosto | 7:30 p.m. | @ Tampa Bay Buccaneers | S 14-24   | 2-1    | Raymond James Stadium | CBS Miami (CBS) | Sintesi |

## Stagione regolare

### Calendario
Il calendario della stagione regolare fu reso noto il 15 maggio 2024. Data e orario della gara di settimana 18 furono definiti il 29 dicembre, subito dopo lo svolgimento del diciassettesimo turno.
| Stagione regolare |                    |                    |                         |                    |                    |                       |                    |                    |
| Settimana         | Data               | Ora (ET)           | Avversario              | Risultato          | Record             | Stadio                | TV                 | Sintesi            |
| 1                 | 8 settembre        | 1:00 p.m.          | Jacksonville Jaguars    | V 20-17            | 1-0                | Hard Rock Stadium     | CBS                | Sintesi            |
| 2                 | 12 settembre       | 8:15 p.m.          | Buffalo Bills (T)       | S 10-31            | 1-1                | Hard Rock Stadium     | Prime Video        | Sintesi            |
| 3                 | 22 settembre       | 4:05 p.m.          | @ Seattle Seahawks      | S 3-24             | 1-2                | Lumen Field           | CBS                | Sintesi            |
| 4                 | 30 settembre       | 7:30 p.m.          | Tennessee Titans (M)    | S 12-31            | 1-3                | Hard Rock Stadium     | ESPN               | Sintesi            |
| 5                 | 6 ottobre          | 1:00 p.m.          | @ New England Patriots  | V 15-10            | 2-3                | Gillette Stadium      | Fox                | Sintesi            |
| 6                 | Settimana di pausa | Settimana di pausa | Settimana di pausa      | Settimana di pausa | Settimana di pausa | Settimana di pausa    | Settimana di pausa | Settimana di pausa |
| 7                 | 20 ottobre         | 1:00 p.m.          | @ Indianapolis Colts    | S 10-16            | 2-4                | Lucas Oil Stadium     | Fox                | Sintesi            |
| 8                 | 27 ottobre         | 1:00 p.m.          | Arizona Cardinals       | S 27-28            | 2-5                | Hard Rock Stadium     | Fox                | Sintesi            |
| 9                 | 3 novembre         | 1:00 p.m.          | @ Buffalo Bills         | S 27-30            | 2-6                | Highmark Stadium      | CBS                | Sintesi            |
| 10                | 11 novembre        | 8:15 p.m.          | @ Los Angeles Rams (M)  | V 23-15            | 3-6                | SoFi Stadium          | ESPN               | Sintesi            |
| 11                | 17 novembre        | 1:00 p.m.          | Las Vegas Raiders       | V 34-19            | 4-6                | Hard Rock Stadium     | CBS                | Sintesi            |
| 12                | 24 novembre        | 1:00 p.m.          | New England Patriots    | V 34-15            | 5-6                | Hard Rock Stadium     | CBS                | Sintesi -+         |
| 13                | 28 novembre        | 8:20 p.m.          | @ Green Bay Packers (T) | S 17-30            | 5-7                | Lambeau Field         | NBC                | Sintesi            |
| 14                | 8 dicembre         | 1:00 p.m.          | New York Jets           | V 32-26 (DTS)      | 6-7                | Hard Rock Stadium     | CBS                | Sintesi            |
| 15                | 15 dicembre        | 1:00 p.m.          | @ Houston Texans        | S 12-20            | 6-8                | NRG Stadium           | CBS                | Sintesi            |
| 16                | 22 dicembre        | 4:25 p.m.          | San Francisco 49ers     | V 29-17            | 7-8                | Hard Rock Stadium     | CBS                | Sintesi            |
| 17                | 29 dicembre        | 4:05 p.m.          | @ Cleveland Browns      | V 20-3             | 8-8                | Huntington Bank Field | CBS                | Sintesi            |
| 18                | 5 gennaio          | 4:25 p.m.          | @ New York Jets         | S 20-32            | 8-9                | MetLife Stadium       | Fox                | Sintesi            |

Note:
- Gli avversari della propria division sono in grassetto.
- Il simbolo "@" indica una partita giocata in trasferta.
- (M) indica il Monday Night Football, (T) il Thursday Night Football e (S) il Sunday Night Football.

## Premi

### Premi settimanali e mensili
- Tua Tagovailoa:

giocatore offensivo della AFC della settimana 12
quarterback della settimana 12
- Jason Sanders:

giocatore degli special team della AFC del mese di novembre.
giocatore degli special team della AFC della settimana 16
giocatore degli special team della AFC del mese di dicembre/gennaio
- Zach Sieler:

difensore della AFC della settimana 14
- Tyrel Dodson:

difensore della AFC della settimana 17